# Draconarius capitulatus
Draconarius capitulatus là một loài nhện trong họ Amaurobiidae.
Loài này thuộc chi Draconarius. Draconarius capitulatus được Jia-Fu Wang miêu tả năm 2003.